# Temelucha annulata
Temelucha annulata är en stekelart som först beskrevs av Szepligeti 1899.  Temelucha annulata ingår i släktet Temelucha och familjen brokparasitsteklar. Arten är reproducerande i Sverige. Inga underarter finns listade i Catalogue of Life.